# Paolo De Ceglie
Paolo De Ceglie (Aosta, 17 settembre 1986) è un allenatore di calcio ed ex calciatore italiano, di ruolo difensore, collaboratore del settore giovanile della Juventus.

## Biografia
Ha origini pugliesi, di Trani. Oltre alla professione di calciatore, De Ceglie si diletta come disc jockey e compositore di musica dance. Nel maggio 2013 è uscito il suo singolo Moving On, che ha permesso di raccogliere fondi da destinare a L'associazione di Idee, una ONLUS che si occupa di bambini autistici.

## Caratteristiche tecniche
Il suo ruolo predefinito era quello di terzino sinistro, tuttavia all'occorrenza poteva essere impiegato anche come centrocampista di fascia. Nel 2010 era ritenuto uno dei giocatori più veloci della Serie A.

## Carriera

### Giocatore

#### Club

##### Juventus e Siena
Cresciuto calcisticamente in una squadra locale valdostana, all'età di 10 anni passa alla Juventus. L'8 dicembre 2004 viene convocato in prima squadra per la trasferta di Tel Aviv di Champions League. Dopo l'esperienza con la squadra Primavera (con cui conquista una Supercoppa), nel 2006 il tecnico Didier Deschamps lo aggrega alla prima squadra, reduce da una retrocessione d'ufficio in Serie B a seguito dello scandalo di Calciopoli. L'esordio assoluto con la Juventus arriva il 6 novembre 2006, a 20 anni, in un pareggio esterno sul campo del Napoli (1-1). Nell'esordio all'Olimpico di Torino, il 25 dello stesso mese, realizza la prima rete in carriera tra i professionisti nel vittorioso 4-1 al Lecce.
Nel giugno del 2007 viene ceduto in compartecipazione al Siena ed esordisce in Serie A il 26 agosto in Siena-Sampdoria (1-2), realizzando il 31 ottobre il primo gol in Serie A contro il Catania, partita poi finita con il risultato di 1-1. A fine stagione colleziona 29 presenze mettendo a segno due reti.

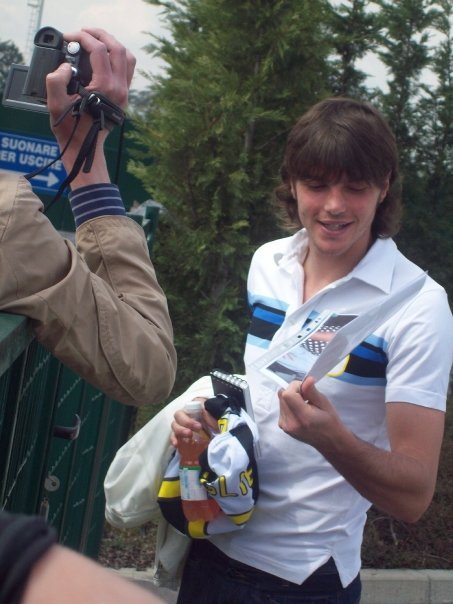
Paolo De Ceglie nella stagione 2008-2009

Dopo la stagione con la squadra toscana, la Juventus riscatta l'altra metà del cartellino; il giocatore torna dunque a disposizione dei bianconeri a partire dal luglio del 2008.
Il 30 ottobre 2010 De Ceglie si frattura la rotula in uno scontro di gioco nella vittoria esterna al Meazza contro il Milan (1-2), dove peraltro aveva anche servito un assist a Fabio Quagliarella per il primo gol della gara: la prognosi è di circa sei mesi. Ritorna in campo contro il Napoli nell'ultima partita della stagione 2010-2011.
Nella stagione 2011-2012, in occasione del match contro il Chievo (1-1) del 2 marzo 2012, realizza di testa il suo primo gol in Serie A con la maglia bianconera. Nella partita giocata il 25 aprile contro il Cesena tocca quota 100 presenze con la Juventus. La stagione si conclude con la conquista dello scudetto.
Tra il 2012 e il 2013 conquista due Supercoppe italiane (pur senza scendere in campo), oltre al suo secondo scudetto consecutivo.

##### Genoa, Parma e ritorno alla Juventus
Nel gennaio 2014 viene ceduto in prestito al Genoa fino al termine della stagione. Tornato alla Juventus, viene ceduto al Parma, nuovamente in prestito; con i ducali realizza la sua prima doppietta in Serie A nel 2-0 contro l'Inter.
Il 30 gennaio 2015 la Juventus decide di richiamare il giocatore dal prestito. Pur scendendo in campo soltanto in due occasioni, De Ceglie conquista il terzo scudetto personale. Nell'estate 2015, nell'ambito dell'operazione che ha portato Mario Lemina a vestire la maglia bianconera, si trasferisce in prestito gratuito al club francese dell'Olympique de Marseille fino al 30 giugno 2016 insieme al compagno di squadra Mauricio Isla. Con il Marsiglia ottiene solo sette presenze, senza brillare.
Nel luglio 2016 torna alla Juventus, dove tuttavia viene messo fuori rosa dopo aver rifiutato di essere ceduto; analoga situazione si ripete nella successiva finestra di mercato, nel gennaio 2017.

##### Servette e Miami Beach
Dopo essere rimasto svincolato, si allena per qualche tempo con il Benevento, ma non viene tesserato. L'11 gennaio 2018 firma fino al termine della stagione con il Servette. Il 12 febbraio fa il suo esordio con la squadra ginevrina giocando da titolare, in occasione della partita di campionato al LIPO Park contro lo Sciaffusa. Una settimana dopo segna di testa la sua prima rete alla Maladière contro il Neuchâtel Xamax, firmando il momentaneo vantaggio di una partita che si concluderà con un pari (1-1).
Nel gennaio 2020 si accorda con il Miami Beach per il doppio ruolo di giocatore-scout, diventando nell'effettivo il primo tesserato della storia del club.

#### Nazionale
Nel dicembre del 2006 esordisce con la nazionale Under-21 guidata dal commissario tecnico Pierluigi Casiraghi, giocando come terzino sinistro titolare nel biennio 2007-2009.
Viene convocato nella nazionale olimpica per il torneo di Pechino 2008, competizione in cui gioca tre delle quattro gare affrontate dagli azzurrini: esordisce nell'ultima gara della fase a gironi contro il Camerun, il 13 agosto (0-0), e gioca poi da titolare anche l'ultima partita, persa 3-2 dall'Italia nei quarti contro il Belgio, il 16 dello stesso mese.
Ha preso parte all'europeo Under-21 2009 in Svezia, dove si è infortunato alla caviglia nella terza partita della fase a gironi, dovendo lasciare anticipatamente la competizione.

### Dopo il ritiro
Dopo aver conseguito la qualifica da direttore sportivo il 19 luglio 2021, il 2 settembre seguente entra nello staff del settore giovanile della Juventus in qualità di collaboratore dell'attività di base e del progetto Academy.

## Statistiche

### Presenze e reti nei club
Ha giocato, tra club e nazionale, 230 partite.
Statistiche aggiornate al 2 dicembre 2020.
| Stagione        | Squadra             | Campionato      | Campionato | Campionato | Coppe nazionali | Coppe nazionali | Coppe nazionali | Coppe continentali | Coppe continentali | Coppe continentali | Altre coppe | Altre coppe | Altre coppe | Totale | Totale |
| Stagione        | Squadra             | Comp            | Pres       | Reti       | Comp            | Pres            | Reti            | Comp               | Pres               | Reti               | Comp        | Pres        | Reti        | Pres   | Reti   |
| --------------- | ------------------- | --------------- | ---------- | ---------- | --------------- | --------------- | --------------- | ------------------ | ------------------ | ------------------ | ----------- | ----------- | ----------- | ------ | ------ |
| 2006-2007       | Juventus            | B               | 8          | 1          | CI              | 0               | 0               | -                  | -                  | -                  | -           | -           | -           | 8      | 1      |
| 2007-2008       | Siena               | A               | 29         | 2          | CI              | 0               | 0               | -                  | -                  | -                  | -           | -           | -           | 29     | 2      |
| 2008-2009       | Juventus            | A               | 19         | 0          | CI              | 3               | 0               | UCL                | 4                  | 0                  | -           | -           | -           | 26     | 0      |
| 2009-2010       | Juventus            | A               | 25         | 0          | CI              | 2               | 0               | UCL+UEL            | 1+3                | 0                  | -           | -           | -           | 31     | 0      |
| 2010-2011       | Juventus            | A               | 7          | 0          | CI              | 0               | 0               | UEL                | 7                  | 0                  | -           | -           | -           | 14     | 0      |
| 2011-2012       | Juventus            | A               | 21         | 1          | CI              | 2               | 0               | -                  | -                  | -                  | -           | -           | -           | 23     | 1      |
| 2012-2013       | Juventus            | A               | 14         | 0          | CI              | 3               | 0               | UCL                | 1                  | 0                  | SI          | 0           | 0           | 18     | 0      |
| 2013-gen. 2014  | Juventus            | A               | 4          | 0          | CI              | 1               | 0               | UCL                | 1                  | 0                  | SI          | 0           | 0           | 6      | 0      |
| gen.-giu. 2014  | Genoa               | A               | 12         | 1          | CI              | 0               | 0               | -                  | -                  | -                  | -           | -           | -           | 12     | 1      |
| 2014-gen. 2015  | Parma               | A               | 11         | 3          | CI              | 1               | 0               | -                  | -                  | -                  | -           | -           | -           | 12     | 3      |
| gen.-giu. 2015  | Juventus            | A               | 2          | 0          | CI              | 0               | 0               | UCL                | 0                  | 0                  | -           | -           | -           | 2      | 0      |
| 2015-2016       | Olympique Marsiglia | L1              | 7          | 0          | CF+CdL          | 3+1             | 0               | UEL                | 1                  | 0                  | -           | -           | -           | 12     | 0      |
| 2016-2017       | Juventus            | A               | 0          | 0          | CI              | 0               | 0               | UCL                | 0                  | 0                  | SI          | 0           | 0           | 0      | 0      |
| Totale Juventus | Totale Juventus     | Totale Juventus | 100        | 2          |                 | 11              | 0               |                    | 17                 | 0                  |             | 0           | 0           | 128    | 2      |
| gen.-giu. 2018  | Servette            | ChL             | 11         | 2          | CI              | 2               | 0               | -                  | -                  | -                  | -           | -           | -           | 13     | 2      |
| 2020            | Miami Beach         | USL             | 1          | 0          | -               | -               | -               |                    | -                  | -                  |             | -           | -           | 1      | 0      |
| Totale carriera | Totale carriera     | Totale carriera | 171        | 10         |                 | 18              | 0               |                    | 18                 | 0                  |             | 0           | 0           | 207    | 10     |

### Cronologia presenze e reti in nazionale
| Cronologia completa delle presenze e delle reti in nazionale ― Italia Olimpica | Cronologia completa delle presenze e delle reti in nazionale ― Italia Olimpica | Cronologia completa delle presenze e delle reti in nazionale ― Italia Olimpica | Cronologia completa delle presenze e delle reti in nazionale ― Italia Olimpica | Cronologia completa delle presenze e delle reti in nazionale ― Italia Olimpica | Cronologia completa delle presenze e delle reti in nazionale ― Italia Olimpica | Cronologia completa delle presenze e delle reti in nazionale ― Italia Olimpica | Cronologia completa delle presenze e delle reti in nazionale ― Italia Olimpica |
| Data                                                                           | Città                                                                          | In casa                                                                        | Risultato                                                                      | Ospiti                                                                         | Competizione                                                                   | Reti                                                                           | Note                                                                           |
| ------------------------------------------------------------------------------ | ------------------------------------------------------------------------------ | ------------------------------------------------------------------------------ | ------------------------------------------------------------------------------ | ------------------------------------------------------------------------------ | ------------------------------------------------------------------------------ | ------------------------------------------------------------------------------ | ------------------------------------------------------------------------------ |
| 22-7-2008                                                                      | Pistoia                                                                        | Italia olimpica                                                                | 1 – 1                                                                          | Romania under 21                                                               | Amichevole                                                                     | -                                                                              |                                                                                |
| 7-8-2008                                                                       | Qinhuangdao                                                                    | Honduras                                                                       | 0 – 3                                                                          | Italia                                                                         | Olimpiadi 2008 - 1º turno                                                      | -                                                                              |                                                                                |
| 13-8-2008                                                                      | Tientsin                                                                       | Italia                                                                         | 0 – 0                                                                          | Camerun                                                                        | Olimpiadi 2008 - 1º turno                                                      | -                                                                              |                                                                                |
| 16-8-2008                                                                      | Pechino                                                                        | Italia                                                                         | 2 – 3                                                                          | Belgio                                                                         | Olimpiadi 2008 - Quarti di finale                                              | -                                                                              |                                                                                |
| Totale                                                                         |                                                                                | Presenze                                                                       | 4                                                                              |                                                                                | Reti                                                                           | 0                                                                              |                                                                                |

| Cronologia completa delle presenze e delle reti in nazionale ― Italia under 21 | Cronologia completa delle presenze e delle reti in nazionale ― Italia under 21 | Cronologia completa delle presenze e delle reti in nazionale ― Italia under 21 | Cronologia completa delle presenze e delle reti in nazionale ― Italia under 21 | Cronologia completa delle presenze e delle reti in nazionale ― Italia under 21 | Cronologia completa delle presenze e delle reti in nazionale ― Italia under 21 | Cronologia completa delle presenze e delle reti in nazionale ― Italia under 21 | Cronologia completa delle presenze e delle reti in nazionale ― Italia under 21 |
| Data                                                                           | Città                                                                          | In casa                                                                        | Risultato                                                                      | Ospiti                                                                         | Competizione                                                                   | Reti                                                                           | Note                                                                           |
| ------------------------------------------------------------------------------ | ------------------------------------------------------------------------------ | ------------------------------------------------------------------------------ | ------------------------------------------------------------------------------ | ------------------------------------------------------------------------------ | ------------------------------------------------------------------------------ | ------------------------------------------------------------------------------ | ------------------------------------------------------------------------------ |
| 12-12-2006                                                                     | Vibo Valentia                                                                  | Italia under 21                                                                | 2 – 0                                                                          | Lussemburgo under 21                                                           | Amichevole                                                                     | -                                                                              | 26’                                                                            |
| 21-8-2007                                                                      | La Spezia                                                                      | Italia under 21                                                                | 2 – 1                                                                          | Francia under 21                                                               | Amichevole                                                                     | -                                                                              | 46’                                                                            |
| 11-9-2007                                                                      | Durazzo                                                                        | Albania under 21                                                               | 0 – 1                                                                          | Italia under 21                                                                | Qual. Europeo Under-21 2009                                                    | -                                                                              |                                                                                |
| 16-11-2007                                                                     | Fermo                                                                          | Italia under 21                                                                | 5 – 0                                                                          | Azerbaigian under 21                                                           | Qual. Europeo Under-21 2009                                                    | -                                                                              |                                                                                |
| 21-11-2007                                                                     | Tórshavn                                                                       | Fær Øer under 21                                                               | 0 – 1                                                                          | Italia under 21                                                                | Qual. Europeo Under-21 2009                                                    | -                                                                              |                                                                                |
| 5-2-2008                                                                       | Ferrara                                                                        | Italia under 21                                                                | 2 – 1                                                                          | Paesi Bassi under 21                                                           | Amichevole                                                                     | -                                                                              |                                                                                |
| 25-3-2008                                                                      | Baku                                                                           | Azerbaigian under 21                                                           | 0 – 2                                                                          | Italia under 21                                                                | Qual. Europeo Under-21 2009                                                    | -                                                                              |                                                                                |
| 5-9-2008                                                                       | Castel di Sangro                                                               | Italia under 21                                                                | 1 – 1                                                                          | Grecia under 21                                                                | Qual. Europeo Under-21 2009                                                    | -                                                                              | 90+2’                                                                          |
| 9-9-2008                                                                       | Varaždin                                                                       | Croazia under 21                                                               | 1 – 1                                                                          | Italia under 21                                                                | Qual. Europeo Under-21 2009                                                    | -                                                                              |                                                                                |
| 15-10-2008                                                                     | Tel Aviv                                                                       | Israele under 21                                                               | 1 – 3                                                                          | Italia under 21                                                                | Qual. Europeo Under-21 2009                                                    | -                                                                              |                                                                                |
| 18-11-2008                                                                     | Osnabrück                                                                      | Germania under 21                                                              | 1 – 0                                                                          | Italia under 21                                                                | Amichevole                                                                     | -                                                                              |                                                                                |
| 9-6-2009                                                                       | Farum                                                                          | Danimarca under 21                                                             | 4 – 0                                                                          | Italia under 21                                                                | Amichevole                                                                     | -                                                                              | 45’                                                                            |
| 16-6-2009                                                                      | Helsingborg                                                                    | Italia under 21                                                                | 0 – 0                                                                          | Serbia under 21                                                                | Europeo Under-21 2009 - 1º turno                                               | -                                                                              |                                                                                |
| 19-6-2009                                                                      | Helsingborg                                                                    | Svezia under 21                                                                | 1 – 2                                                                          | Italia under 21                                                                | Europeo Under-21 2009 - 1º turno                                               | -                                                                              |                                                                                |
| 23-6-2009                                                                      | Helsingborg                                                                    | Bielorussia under 21                                                           | 1 – 2                                                                          | Italia under 21                                                                | Europeo Under-21 2009 - 1º turno                                               | -                                                                              | 14’                                                                            |
| Totale                                                                         |                                                                                | Presenze                                                                       | 15                                                                             |                                                                                | Reti                                                                           | 0                                                                              |                                                                                |

| Cronologia completa delle presenze e delle reti in nazionale ― Italia under 20 | Cronologia completa delle presenze e delle reti in nazionale ― Italia under 20 | Cronologia completa delle presenze e delle reti in nazionale ― Italia under 20 | Cronologia completa delle presenze e delle reti in nazionale ― Italia under 20 | Cronologia completa delle presenze e delle reti in nazionale ― Italia under 20 | Cronologia completa delle presenze e delle reti in nazionale ― Italia under 20 | Cronologia completa delle presenze e delle reti in nazionale ― Italia under 20 | Cronologia completa delle presenze e delle reti in nazionale ― Italia under 20 |
| Data                                                                           | Città                                                                          | In casa                                                                        | Risultato                                                                      | Ospiti                                                                         | Competizione                                                                   | Reti                                                                           | Note                                                                           |
| ------------------------------------------------------------------------------ | ------------------------------------------------------------------------------ | ------------------------------------------------------------------------------ | ------------------------------------------------------------------------------ | ------------------------------------------------------------------------------ | ------------------------------------------------------------------------------ | ------------------------------------------------------------------------------ | ------------------------------------------------------------------------------ |
| 26-10-2005                                                                     | Ascona                                                                         | Svizzera under 20                                                              | 2 – 1                                                                          | Italia under 20                                                                | Torneo Quattro Nazioni                                                         | -                                                                              |                                                                                |
| 3-10-2006                                                                      | Schwaz                                                                         | Austria under 20                                                               | 4 – 2                                                                          | Italia under 20                                                                | Torneo Quattro Nazioni                                                         | 1                                                                              | 61’ 76’                                                                        |
| 1-2-2007                                                                       | Viareggio                                                                      | Italia under 20                                                                | 2 – 1                                                                          | Austria under 20                                                               | Torneo Quattro Nazioni                                                         | 1                                                                              | 42’                                                                            |
| 21-2-2007                                                                      | Reutlingen                                                                     | Germania under 20                                                              | 0 – 0                                                                          | Italia under 20                                                                | Torneo Quattro Nazioni                                                         | -                                                                              | 46’                                                                            |
| Totale                                                                         |                                                                                | Presenze                                                                       | 4                                                                              |                                                                                | Reti                                                                           | 2                                                                              |                                                                                |

| Cronologia completa delle presenze e delle reti in nazionale ― Italia under 19 | Cronologia completa delle presenze e delle reti in nazionale ― Italia under 19 | Cronologia completa delle presenze e delle reti in nazionale ― Italia under 19 | Cronologia completa delle presenze e delle reti in nazionale ― Italia under 19 | Cronologia completa delle presenze e delle reti in nazionale ― Italia under 19 | Cronologia completa delle presenze e delle reti in nazionale ― Italia under 19 | Cronologia completa delle presenze e delle reti in nazionale ― Italia under 19 | Cronologia completa delle presenze e delle reti in nazionale ― Italia under 19 |
| Data                                                                           | Città                                                                          | In casa                                                                        | Risultato                                                                      | Ospiti                                                                         | Competizione                                                                   | Reti                                                                           | Note                                                                           |
| ------------------------------------------------------------------------------ | ------------------------------------------------------------------------------ | ------------------------------------------------------------------------------ | ------------------------------------------------------------------------------ | ------------------------------------------------------------------------------ | ------------------------------------------------------------------------------ | ------------------------------------------------------------------------------ | ------------------------------------------------------------------------------ |
| 15-12-2004                                                                     | Santa Marinella                                                                | Italia under 19                                                                | 1 – 1                                                                          | Irlanda del Nord under 19                                                      | Amichevole                                                                     | -                                                                              | 46’                                                                            |
| 19-4-2005                                                                      | Korneuburg                                                                     | Austria under 19                                                               | 1 – 2                                                                          | Italia under 19                                                                | Amichevole                                                                     | -                                                                              |                                                                                |
| Totale                                                                         |                                                                                | Presenze                                                                       | 2                                                                              |                                                                                | Reti                                                                           | 0                                                                              |                                                                                |

## Palmarès

### Club

#### Competizioni giovanili
- Torneo di Viareggio: 1

Juventus: 2005
- Campionato Primavera: 1

Juventus: 2005-2006
- Supercoppa Primavera: 1

Juventus: 2006
- Coppa Italia Primavera: 1

Juventus: 2006-2007

#### Competizioni nazionali
- Campionato italiano di Serie B: 1

Juventus: 2006-2007
- Campionato italiano: 4

Juventus: 2011-2012, 2012-2013, 2014-2015, 2016-2017
- Supercoppa italiana: 3

Juventus: 2012, 2013, 2015
- Coppa Italia: 2

Juventus: 2014-2015, 2016-2017

### Nazionale
- Torneo Quattro Nazioni: 1

2005-2006
- Torneo di Tolone: 1

2008